# La Mendieta
La Mendieta è un comune (municipio in spagnolo) dell'Argentina, appartenente alla provincia di Jujuy, nel dipartimento di San Pedro. È a 47 km dalla capitale provinciale, San Salvador de Jujuy.
In base al censimento del 2001, nel territorio comunale dimorano 3.812 abitanti, con un aumento del 5,91% rispetto al censimento precedente (1991). Di questi abitanti, il 48,5% sono donne e il 51,5% uomini. Nel 2001 la sola città di La Mendieta, sede municipale, contava 3.295 abitanti.
La zona presenta un clima subtropicale umido, che favorisce la coltivazione della canna da zucchero e del tabacco, che costituiscono il principale sostentamento della zona.